# Genesis GV80
Genesis GV80 – samochód osobowy typu SUV klasy wyższej produkowany pod południowokoreańską marką Genesis od 2020 roku.

## Historia i opis modelu

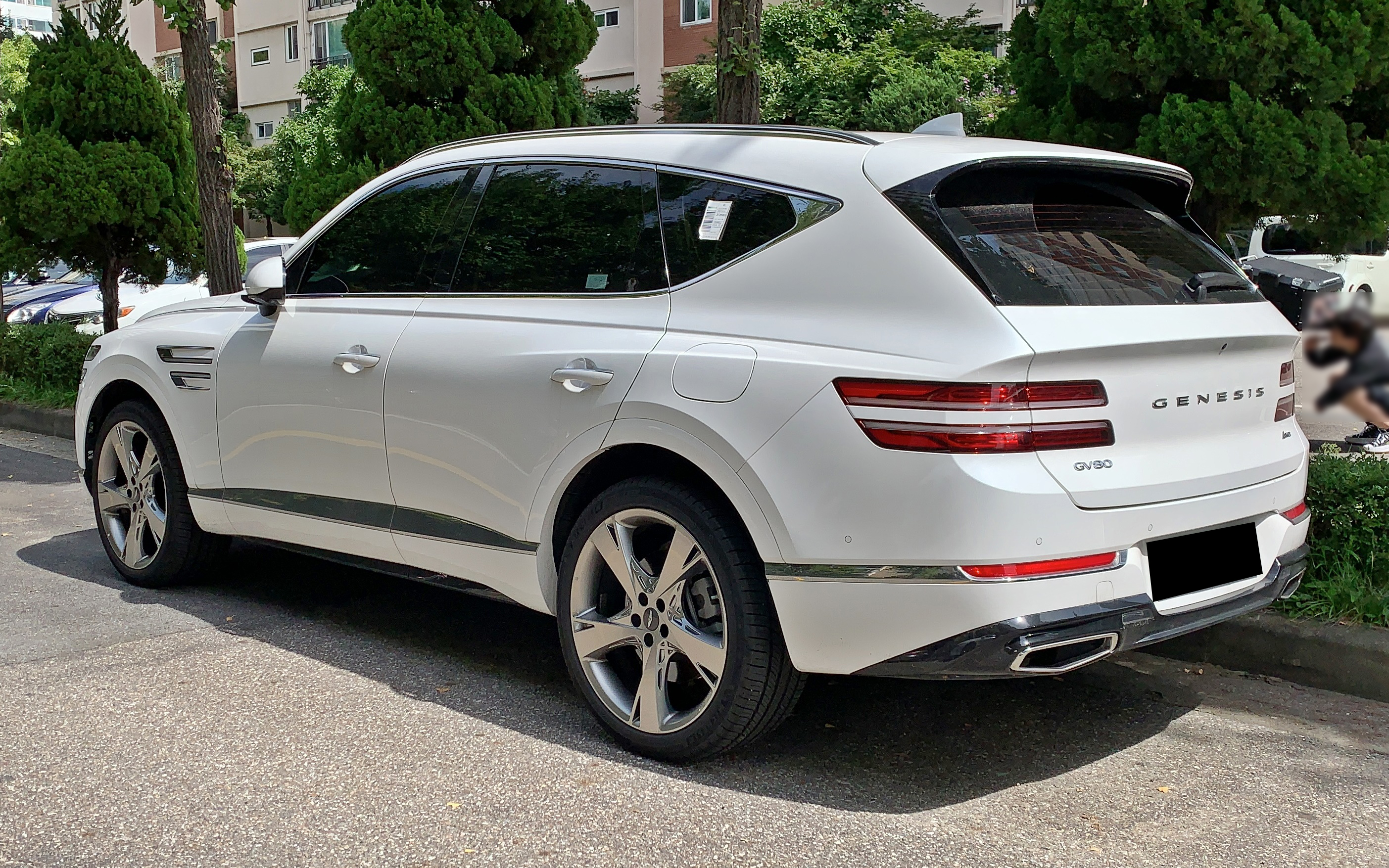
Genesis GV80 – tył

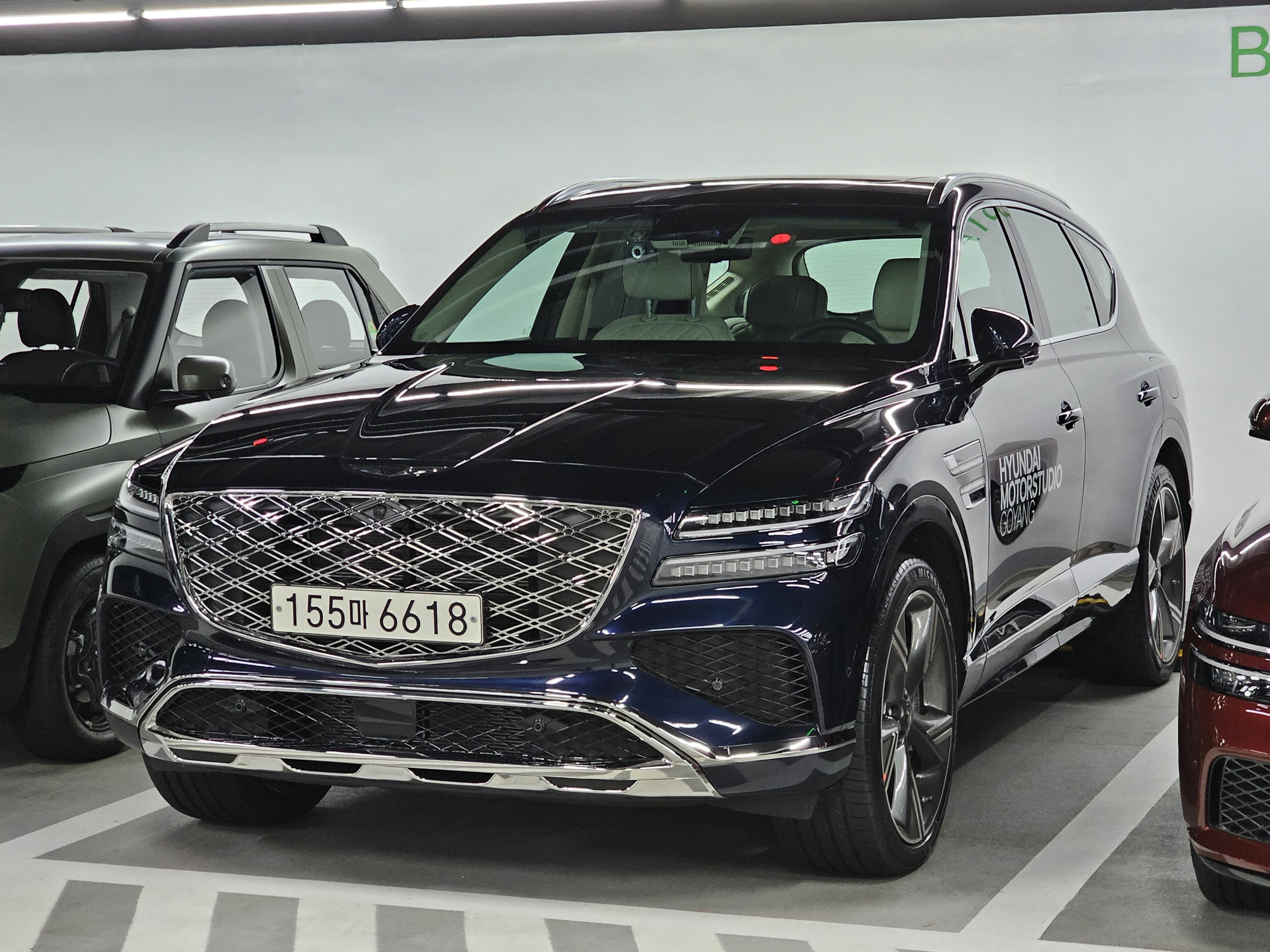
Genesis GV80 po liftingu

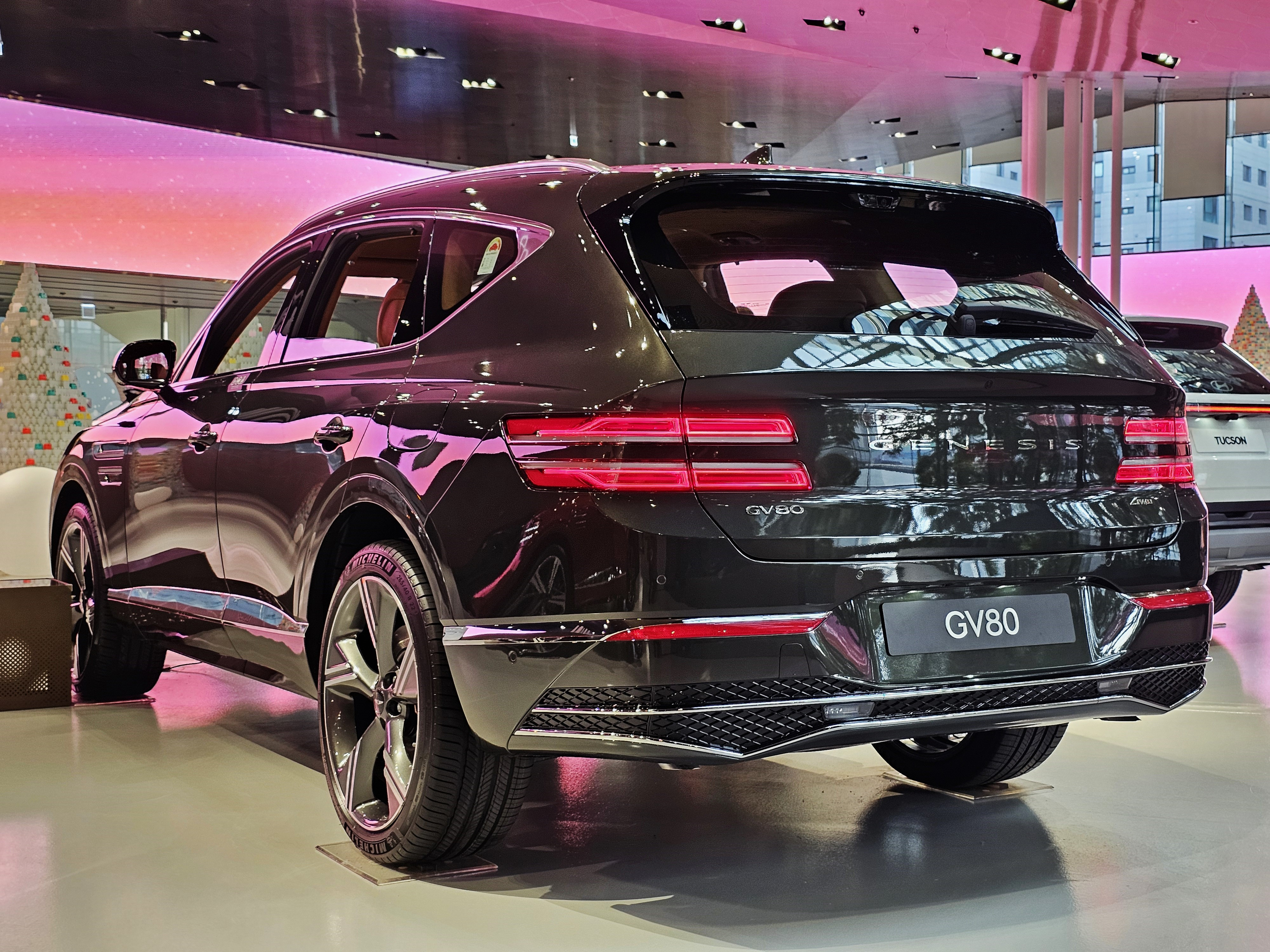
Genesis GV80 - tył po liftingu

Studyjną zapowiedzią pierwszego SUV-a południowokoreańskiej marki premium Genesis był prototyp GV80 Concept przedstawiony w kwietniu 2017 roku. Seryjny model pod taką samą nazwą przedstawiono niespełna 3 lata później, w styczniu 2020 roku. Jako drugi, po limuzynie G90 po restylizacji, samochód utrzymano w nowej estetyce marki, którą opracował Luc Donckerwolke pracujący dla koncernu Hyundai Motor Group od listopada 2015 roku. GV80 jest jednocześnie pierwszym pojazdem w gamie zbudowanym od podstaw w tym wzornictwie.
Samochód przyjął postać wyższej klasy SUV-a, stanowiąc odpowiedź na podobnej wielkości modele konkurencyjnych marek premium, jak BMW X5. Charakterystycznymi cechami masywnego nadwozia stał się duży, chromowany wlot powietrza z wciętą u dołu krawędzią, a także wysoko poprowadzona linia dachu, płynnie opadające przetłoczenia, a także dwuczęściowe reflektory i tylne lampy w formie wąskich pasków. 
Kabina pasażerska została utrzymana w minimalistycznej lecz przyjemnej dla oka estetyce, łącząc pod kątem materiałów wykończeniowych aluminium i skórę, a także drewno. Wysoko poprowadzony tunel centralny skrywa dodatkowy schowek, z kolei na szczycie kokpitu znalazł się szybko reagujący dotykowy, 14,5-calowy wyświetlacz systemu multimedialnego z obsługą interfejsu Apple CarPlay.

### Lifting
We wrześniu 2023 Genesis GV80 przeszedł modernizację, która skoncentrowała się na zmianach wizualnych obejmujących zarówno wygląd zewnętrzny, jak i wewnętrzny. Pas przedni zyskał inaczej ściętą u dołu i bardziej zaokrągloną atrapą chłodnicy, a także inaczej zaprojektowany zderzak. Ponadto zastosowano nowe wzory alufelg, a także nowe lakiery nadwozia. Największe zmiany wdrożono wewnątrz, gdzie producent zastosował zupełnie nowy, bardziej oszczędny i minimalistyczny projekt deski rozdzielczej. Zniknęła wysoka obudowa kokpitu na rzecz pozbawionej daszka zintegrowanej 27-calowej tafli, pod którą znalazły się w pełni cyfrowe zegary i centralny dotykowy ekran systemu multimedialnego. Wprowadzono nowy panel klimatyzacji z dotykowym panelem, a także inny, obrotowy wybierak automatycznej skrzyni biegów. Inne jest też koło kierownicy, odtąd trójramienne.

### Sprzedaż

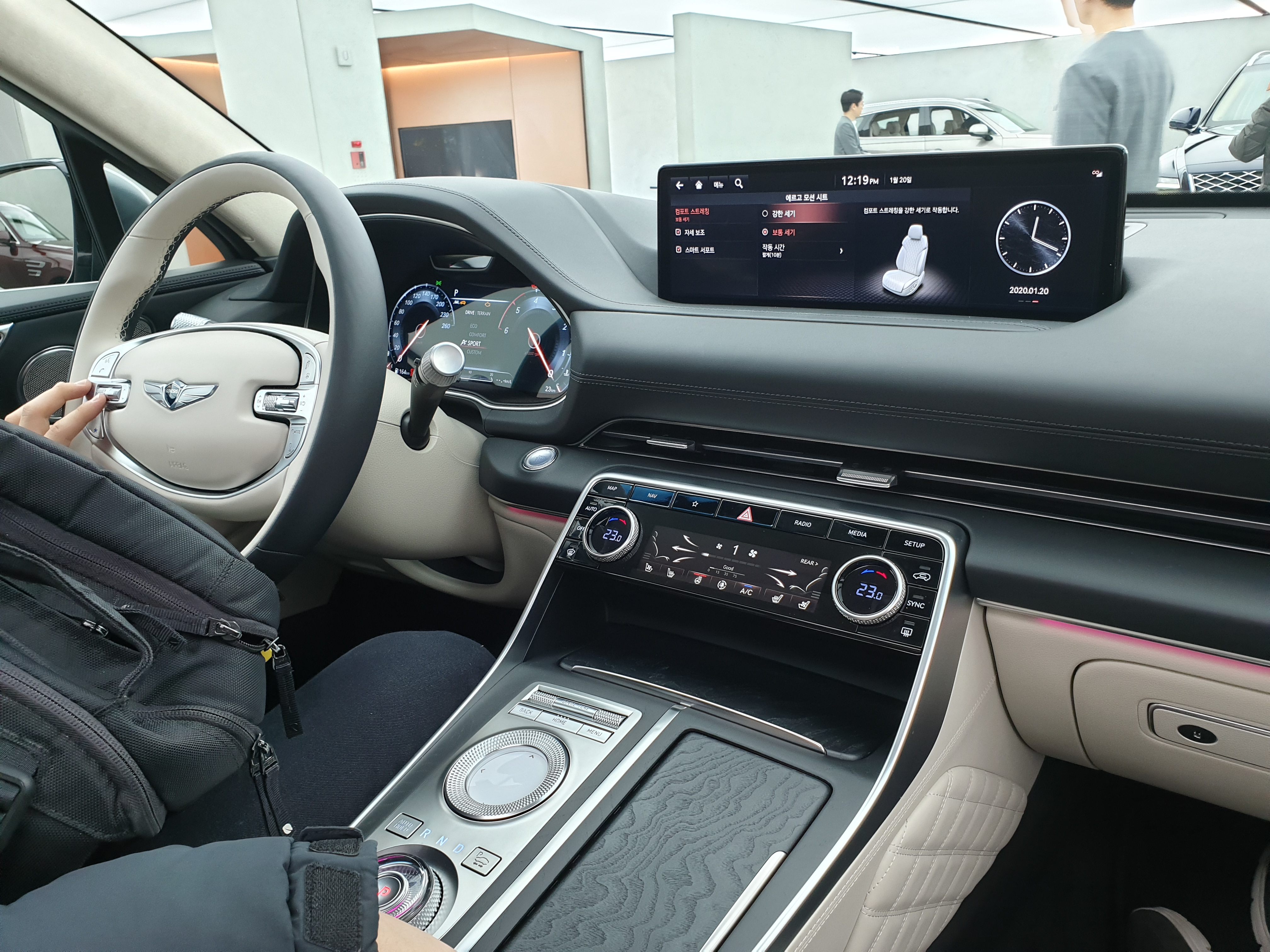
Genesis GV80 - kokpit

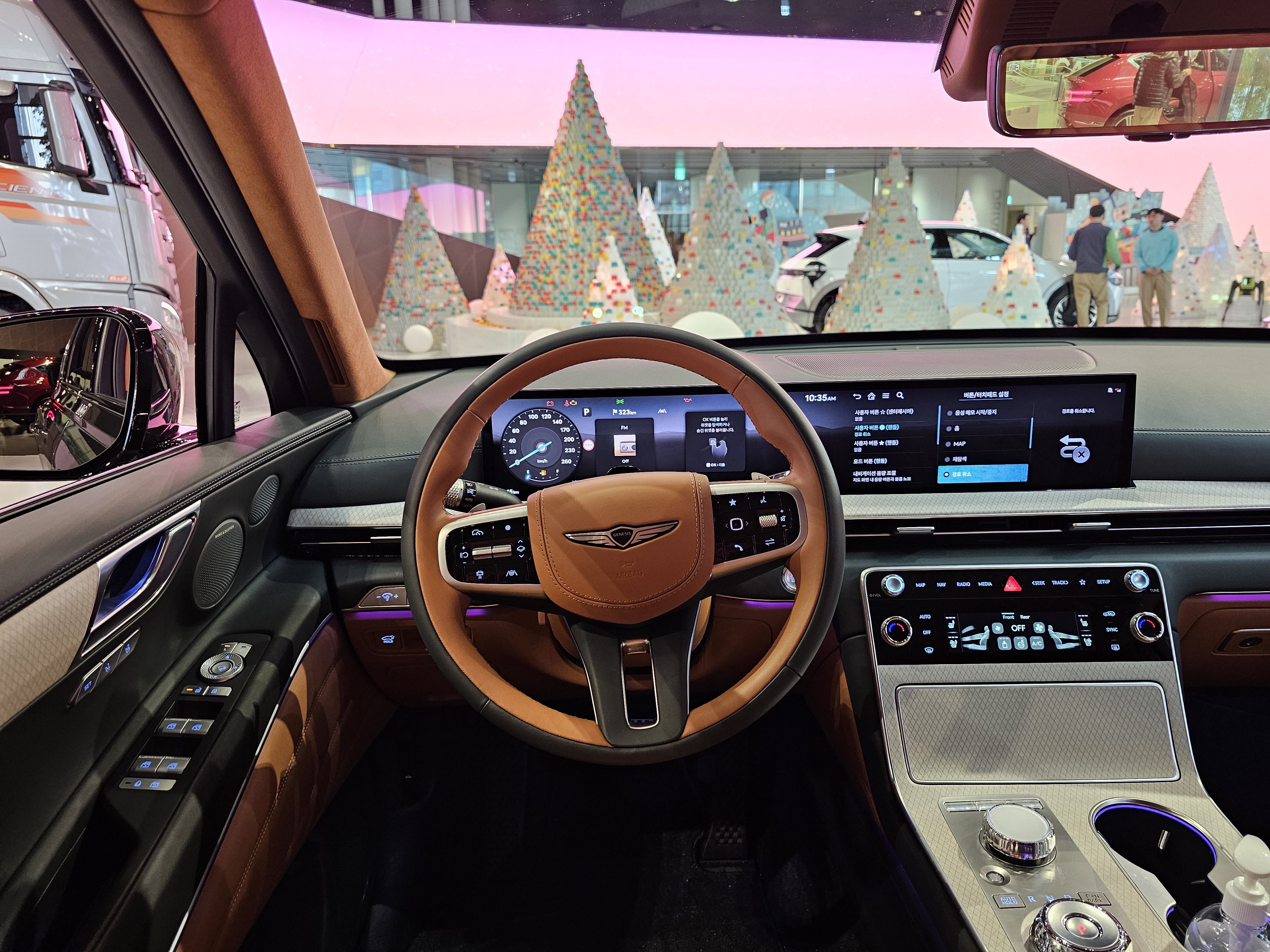
Genesis GV80 - kokpit po liftingu

W pierwszej kolejności Genesis GV80 trafił do sprzedaży na rodzimym rynku południowokoreańskim, w 2020 roku jego zasięg rynkowy powiększono o Amerykę Północną. W Stanach Zjednoczonych model został wprowadzony na rynek w listopadzie 2020 roku na nowy rok modelowy 2021. Jest dostępny z napędem na tylne koła, w wersjach wyposażenia Standard, Advanced i Prestige i napędzany 2,5-litrowym benzynowym silnikiem z turbodoładowaniem. Napęd na wszystkie koła jest również oferowany z najmocniejszym silnikiem nie oferowanym w Europie, 3,5-litrowym V6 bi-turbo w wersjach wyposażenia AWD Standard, AWD Advanced, AWD Advanced + i AWD Prestige. 
Kolejne regiony, gdzie samochód pojawił się w sprzedaży, była m.in. Rosja, a także Australia, a ostatnim dużym rynkiem, gdzie SUV pojawi się w salonach, została Europa. W maju 2021 roku ogłoszono oficjalny debiut koreańskiej marki w tym regionie, z czego od połowy tego samego roku pierwszymi pojazdami oferowanymi klientom europejskim oprócz limuzyny G80 został właśnie SUV GV80. Pierwszymi krajami Europy z możliwym zakupem Genesisa GV80 w punkcie dealerskim została Wielka Brytania, Niemcy oraz Szwajcaria.

### Akcje serwisowe
W czerwcu 2020 r. Hyundai Motor wstrzymał dostawę GV80 z silnikiem wysokoprężnym, ponieważ firma ustaliła, że wystąpiły problemy z drganiami silnika spowodowane nagromadzeniem węgla. We wrześniu 2020 roku Hyundai Motor wycofał 8783 sztuk GV80 z powodu gaśnięcia silnika. Od czasu wprowadzenia pojazdu na rynek w styczniu miało miejsce osiem wycofań, z których cztery dotyczyły silnika. 

### Dane techniczne
Genesis GV80 występuje z pięcioma różnymi wariantami silników w zależności od rynku zbytu. Niektóre dostępne na jednych półkulach globu są niedostępne gdzie indziej. Modele są dostępne z napędem na jedną oś, a także z napędem na cztery koła. Najmocniejszy podwójnie doładowany ma 3.5 litra i 380 KM dostępny zarówno z napędem na tylną oś jak i 4x4.
|                                                       | 2.5 T-GD                                                 | 2.5 T-GD                                                 | 3.5 T-GD                                             | 3.0 VGT                                                   | 3.0 VGT                                                   |
| Okres produkcji Rynek zbytu                           | od 2020 (Rosja)                                          | od 2021 (Europa)                                         | od 2020 (Azja, Ameryka Pn., Australia)               | od 2020 (Azja, Ameryka Pn., Australia)                    | od 2020 (Azja, Ameryka Pn., Australia)                    |
| Silnik Charakterystyka                                | Hyundai Smartstream GDI Rzędowy, umiejscowiony wzdłużnie | Hyundai Smartstream GDI Rzędowy, umiejscowiony wzdłużnie | Hyundai Smartstream GDI Widlasty, umiejsc. wzdłużnie | Hyundai Smartstream CRDi rzędowy, umiejscowiony wzdłużnie | Hyundai Smartstream CRDi rzędowy, umiejscowiony wzdłużnie |
| Cylindry Zawory Wtrysk paliwa                         | 4-cylindrowy 16-zaworowy DOHC                            | 4-cylindrowy 16-zaworowy DOHC                            | 6-cylindrowy 24-zaworowy DOHC                        | 6-cylindrowy 24-zaworowy DOHC                             | 6-cylindrowy 24-zaworowy DOHC                             |
| Pojemność skokowa                                     | 2497 cm³                                                 | 2497 cm³                                                 | 3470 cm³                                             | 2996 cm³                                                  | 2996 cm³                                                  |
| Paliwo                                                | Benzynowy                                                | Benzynowy                                                | Benzynowy                                            | Wysokoprężny                                              | Wysokoprężny                                              |
| Turbodoładowanie                                      | Turbo                                                    | Turbo                                                    | Twin-turbo                                           | Turbo                                                     | Turbo                                                     |
| Moc maksymalna                                        | 249 KM                                                   | 304 KM                                                   | 380 KM                                               | 249 KM                                                    | 278 KM                                                    |
| Maksymalny moment obrotowy                            | 422 Nm                                                   | 422 Nm                                                   | 530 Nm                                               | 588 Nm                                                    | 588 Nm                                                    |
| Skrzynia biegów                                       | 8-biegowa automatyczna                                   | 8-biegowa automatyczna                                   | 8-biegowa automatyczna                               | 8-biegowa automatyczna                                    | 8-biegowa automatyczna                                    |
| Systemy dodatkowe                                     | Start & Stop                                             | Start & Stop                                             | Start & Stop                                         | Start & Stop                                              | Start & Stop                                              |
| Napęd standardowy Napęd opcjonalny                    | 4x4                                                      | tylny                                                    | tylny                                                | 4x4                                                       | tylny                                                     |
| Napęd standardowy Napęd opcjonalny                    | ︭                                                         | 4x4                                                      | 4x4                                                  | ︭                                                          | 4x4                                                       |
| Osiągi i spalanie                                     |                                                          |                                                          |                                                      |                                                           |                                                           |
| Prędkość maksymalna Przyspieszenie 0-100 km/h         | 224 (km/h)                                               | 230 (km/h)                                               | 240 (km/h)                                           | 220 (km/h)                                                | 230 (km/h)                                                |
| Prędkość maksymalna Przyspieszenie 0-100 km/h         | 7,5 (s)                                                  | 6,9 (s)                                                  | 5,5 (s)                                              | 7,5 (s)                                                   | 7,1 (s)                                                   |
| Średnie spalanie na 100 km Pojemność zbiornika paliwa | 10,7-11,0 l                                              | 10,5-11,0 l                                              | 12,5-12,8 l                                          | 8,5-8,6 l                                                 | 8,5-9,6 l                                                 |
| Średnie spalanie na 100 km Pojemność zbiornika paliwa | 80 litrów                                                |                                                          |                                                      |                                                           |                                                           |
| Emisja CO2                                            | 165-180 g/km Euro 6                                      | 175-188 g/km Euro 6                                      | 199-205 g/km Euro 6                                  | 164-167 g/km Euro 6d                                      | 164-167 g/km Euro 6d                                      |
| Pozostałe dane                                        |                                                          |                                                          |                                                      |                                                           |                                                           |
| Układ hamulcowy                                       | Przód: Tarcze wentylowane Tył: Tarcze wentylowane        | Przód: Tarcze wentylowane Tył: Tarcze wentylowane        | Przód: Tarcze wentylowane Tył: Tarcze wentylowane    | Przód: Tarcze wentylowane Tył: Tarcze wentylowane         | Przód: Tarcze wentylowane Tył: Tarcze wentylowane         |
| Opony i obręcze przednie Opony i obręczne tylne       | 265/50/20 mm / profil / rozmiar felgi                    | 265/50/20 mm / profil / rozmiar felgi                    | 265/40/22 mm / profil / rozmiar felgi                | 265/50/20 mm / profil / rozmiar felgi                     | 265/50/20 mm / profil / rozmiar felgi                     |
| Opony i obręcze przednie Opony i obręczne tylne       | 265/50/20 mm / profil / rozmiar felgi                    |                                                          |                                                      |                                                           |                                                           |
| Masa własna                                           | 2153 (kg)                                                | 2025-2175 (kg)                                           | 2175-2248 (kg)                                       | 2185 (kg)                                                 | 2135-2267 (kg)                                            |

### GV80 Coupe

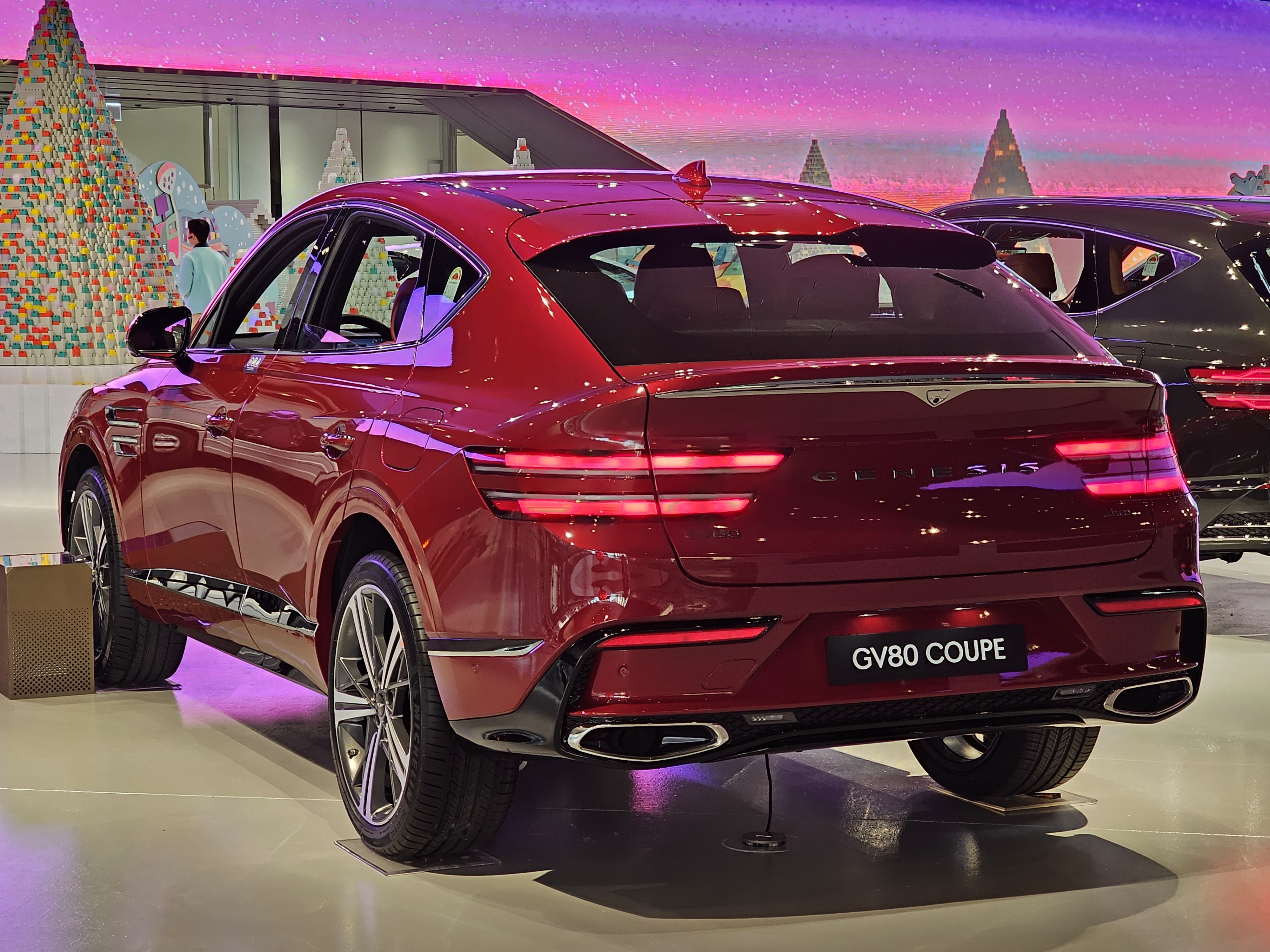
Genesis GV80 Coupe – tył

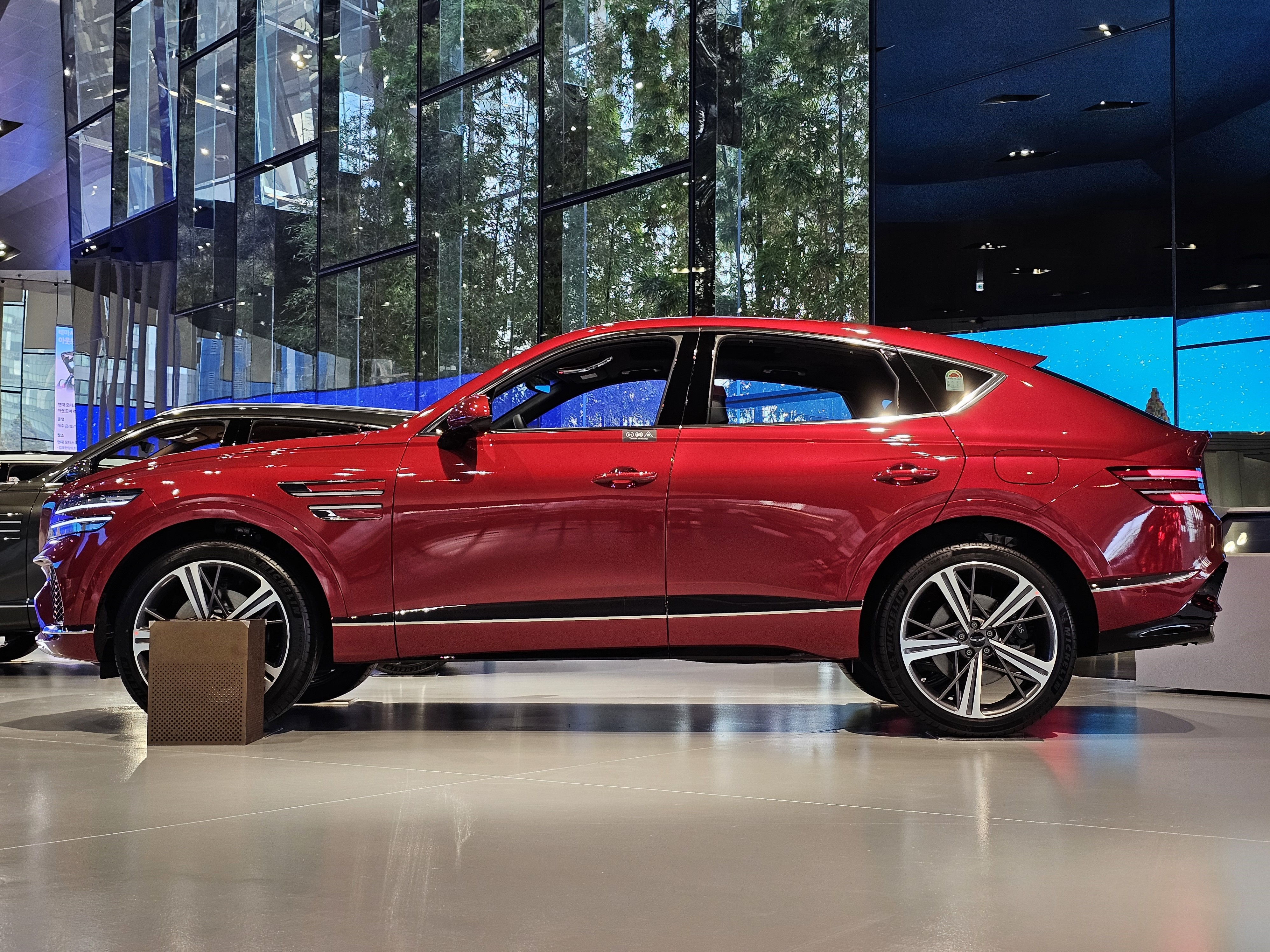
Genesis GV80 Coupe – sylwetka

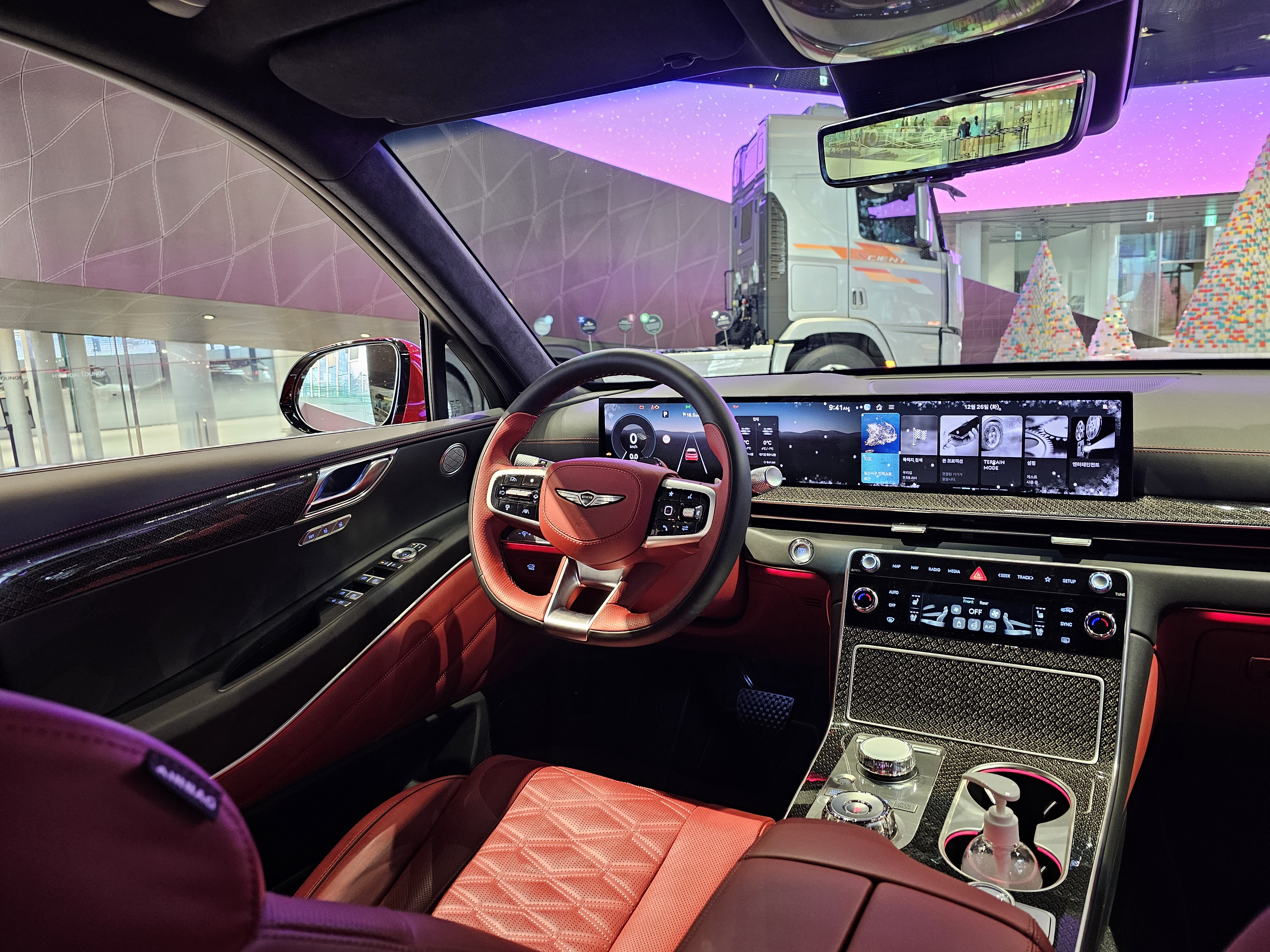
Genesis GV80 - kokpit

Genesis GV80 Coupe został zaprezentowany po raz pierwszy w 2023 roku.
Po trzech i pół roku obecności rynkowej GV80, wzorem konkurencji z niemieckich marek premium Genesis zdecydował się poszerzyć gamę wariantów flagowego SUV-a o odmianę z łagodnie opadająym dachem w stylu tzw. SUV Coupe. Charakterystyczną cechą stał się dwuczęściowy tylny spojler tworzony przez dwie lotki znajdujące się przy krawędziach położonej pod ostrzejszym kątem szyby.
Projekt deski rozdzielczej został utrzymany względem tego, jaki wprowadzono już w zmodernizowanym GV80, zachowując także ten sam rozbudowany pakiet systemów bezpieczeństwa oraz asystentów jazdy. Unikalną cechą GV80 Coupe stała się z kolei wzmocniona jednostka napędowa w postaci podwójnie turbodoładowanego V6 o pojemności 3,5 litra. Dzięki układowi typu mild hybrid, 48-woltowa instalacja elektryczna pozwoliła uzyskać łącznie 409 KM mocy i 405 Nm maksymalnego momentu obrotowego.

### Sprzedaż
Podobnie jak równolegle debiutujący wariant tradycyjny po restylizacji, tak i Genesis GV80 Coupe trafiło w pierwszej kolejności do sprzedaży na lokalnym rynku południowokoreańskim tuż po debiucie, we wrześniu 2023 roku. Wraz z przełomem samego i 2024 roku zasięg rynkowy poszerono z kolei o kolejne rynki eksportowe jak Ameryka Północna czy Australia.

### Silnik
- V6 3.5l 405 KM MHEV

## GV80 w mediach
- Samochód zyskał szczególną uwagę po tym, jak amerykański golfista Tiger Woods poważnie rozbił swojego GV80 23 lutego 2021 roku[31] i został zabrany do szpitala z poważnymi obrażeniami.

- Dodatkowo, amerykański koszykarz Terrence Clarke prowadząc GV80, zginął w wypadku 22 kwietnia 2021 roku w Los Angeles.[32], w trakcie dochodzenia, potwierdzono, że przejechał na czerwonym świetle i uderzył w samochód nadjeżdżający z przeciwka skręcający w lewo, ponadto uderzając w słup i betonową ścianę. W wyniku śledztwa stwierdzono, że prowadził pojazd bez zapiętych pasów bezpieczeństwa, przyczyniając się tym bezpośrednio do nie zachowania podstawowych zasad bezpieczeństwa obowiązujących na drogach w stanie Kalifornia.

- 24 maja 2021 roku policja z Dubaju w Zjednoczonych Emiratach Arabskich ogłosiła, że do swojej floty włączyła specjalnie zmodyfikowany egzemplarz Genesisa GV80 jako największy radiowóz przez nią użytkowany[33].